# Katharinenkathedrale (Kingissepp)

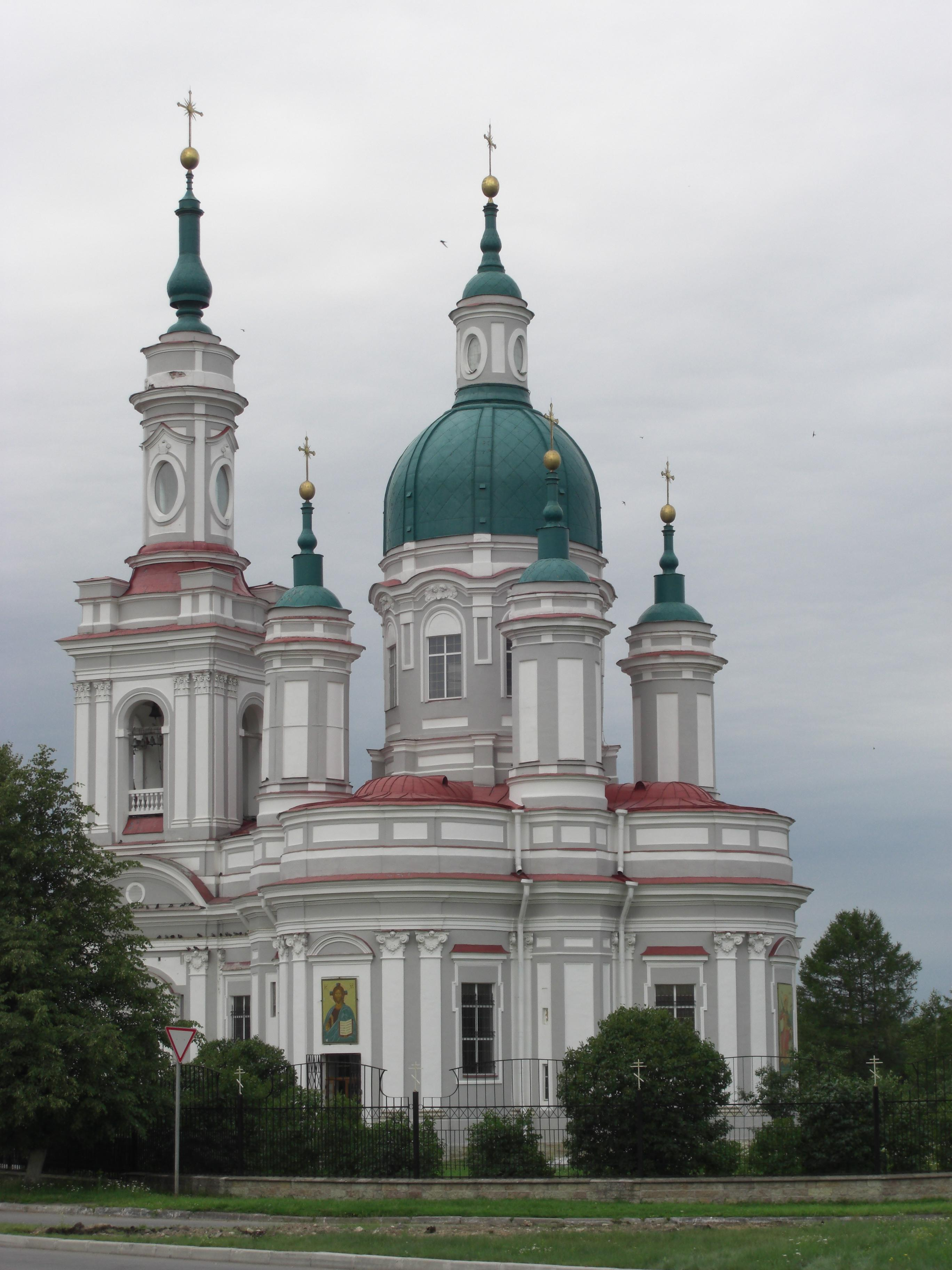
Die Katharinenkathedrale in Kingissepp

Die Katharinenkathedrale (russisch Екатерининский собор) in der Stadt Kingissepp (russisch Кингисепп, früher Jamburg, Ямбург) am Fluss Luga ist eine im Stil des Spätbarock erbaute russisch-orthodoxe Kirche im Westteil der Oblast Leningrad in der Russischen Föderation.

## Geschichte
Architekt der zwischen 1764 und 1782 unter der Regierung von Katharina der Großen errichteten und 1783 geweihten Kirche war der seit 1755 in Sankt Petersburg tätige Antonio Rinaldi (um 1710–1794), der auch den Marmorpalast in Sankt Petersburg errichtet hat. Die im Jahr 1912 restaurierte Kathedrale wurde 1932 geschlossen und im Zweiten Weltkrieg durch Beschuss und Bombardierung beschädigt. Sie ist seit 1960 als Kulturerbe geschützt. Von 1967 bis 1980 wurde sie durch den Architekten W. M. Tichomirow restauriert. Bis 1990 wurde die Kathedrale als Museum der Geschichte von Alt-Jamburg genutzt. 1991/1992 kam sie an die orthodoxe Kirche zurück.

## Anlage

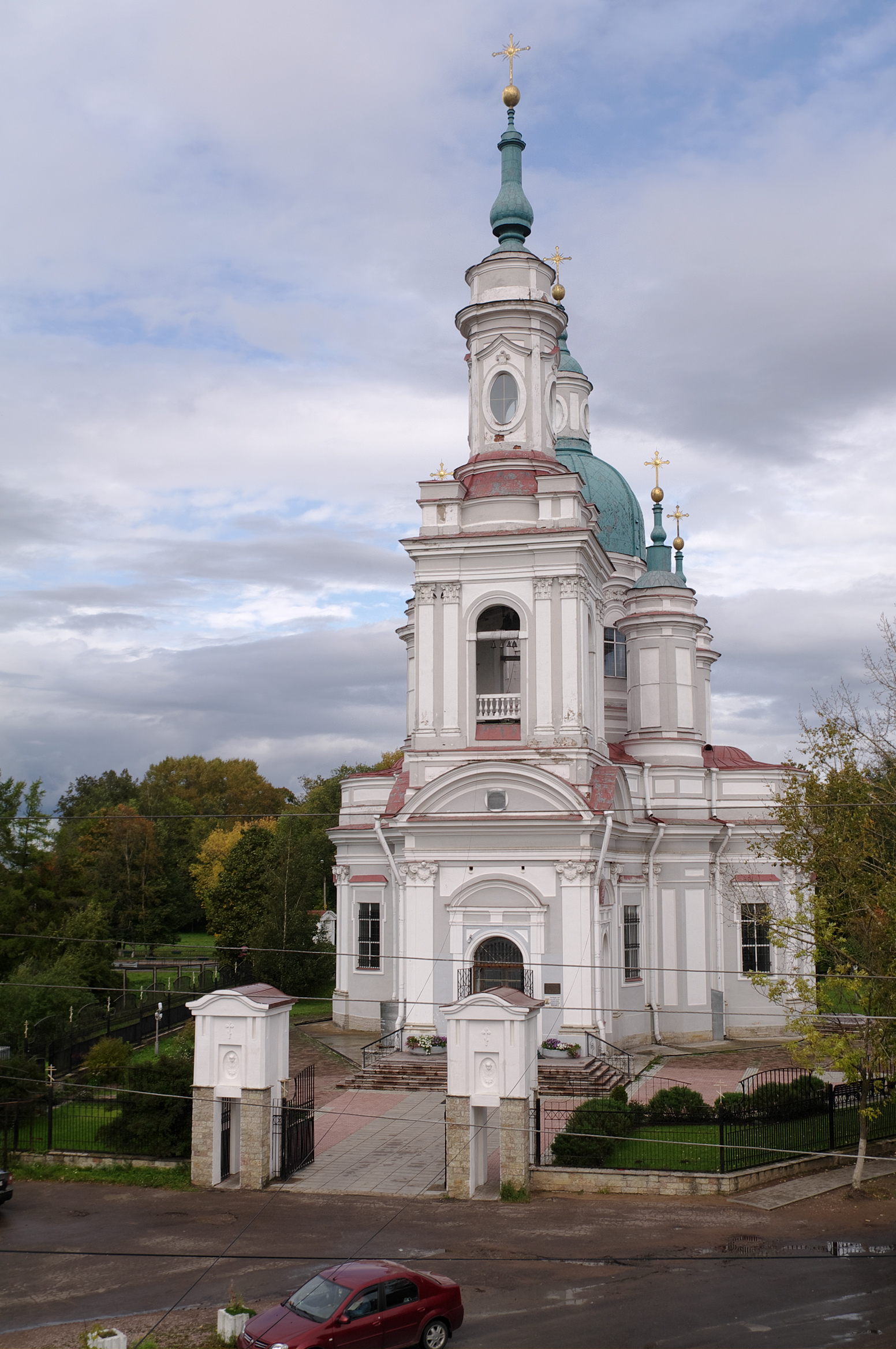
Frontansicht der Kathedrale

Die 45 m hohe Kathedrale, ein Zentralbau in Form eines griechischen Kreuzes mit vier Konchen, ist aus dem Typ der Kreuzkuppelkirche abgeleitet. Sie besitzt einen dreistöckigen Glockenturm mit korinthischen Pilastern im Westen und fünf Kuppeln, darunter die Hauptkuppel mit einem hohen Tambour mit 9 m Durchmesser und 10 m Höhe.